# Scotti-Isotta-Fraschini 20/70
La Scotti-Isotta Fraschini da 20/70 era un cannone-mitragliera italiano. Era un'arma multiruolo, che poteva essere utilizzata sia in funzione contraerea che controcarro, disponibile sia in affusti terrestri che navali.

## Sviluppo ed impiego

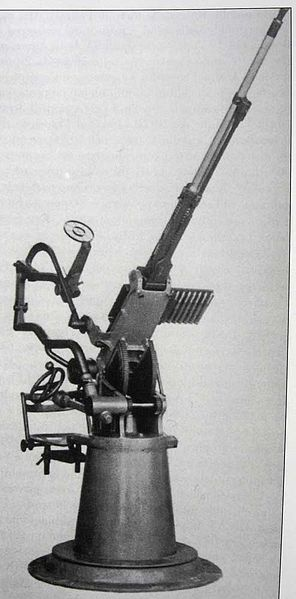
Scotti-I.F. mod.38 su affusto da posizione a brandeggio vincolato.

Lo sviluppo dell'arma cominciò nel 1930, con la collaborazione tra il progettista Alfredo Scotti e le Officine Meccaniche A. Grandi, per ottenere un'arma polivalente per impiego sia anticarro sia antiaereo.
L'arma impiegava il sistema di funzionamento automatico a presa di gas, con canna fissa e blocco geometrico dell'otturatore rimosso per azione del gas, il cui brevetto venne depositato da Scotti nel 1931, e caratteristico di tutte le armi automatiche e semiautomatiche di sua creazione.
Nella sua versione iniziale l'arma camerava il 20x110 ed era alimentata da caricatori prismatici da 15 colpi o a tamburo da 60 colpi inseriti superiormente e veniva offerta in installazione singola campale o in installazione binata da posizione.
In questa versione venne ripetutamente testata dal 1932 senza successo dalle autorità italiane che, nella gara indetta nel 1935 per la fornitura di una mitragliera da 20 mm, le preferirono la Breda 20/65 Mod. 1935, camerata per il più potente 20x138B.
Nel 1935 i diritti di costruzione vennero concessi in licenza alla Isotta-Fraschini che ne continuò lo sviluppo.
Lo sviluppo della versione terrestre continuò fino al 1937 in 20x110, da quell'anno in poi l'arma venne riprogettata per camerare il 20x138B ed usare le stesse lastrine della Breda mod.35. Tali modifiche portarono finalmente alla prima ordinazione in serie da parte della Regia Aeronautica e della Regia Marina. La nuova versione dell'arma prese il nome di Scotti-I.F. da 20/70 mod.38 e venne installata su affusti singoli campali, singoli da posizione a brandeggio libero, singoli da posizione a brandeggio vincolato e binati da posizione a brandeggio vincolato.
A questo modello seguì lo Scotti-I.F. mod.39, versione migliorata del precedente con l'installazione di una doppia valvola di regolazione dei gas, tale modello venne prodotto su licenza anche dalla C.E.M.S.A. e, con il nome di Scotti-O.M. mod.41, dalla O.M. per conto del Regio Esercito. Le armi mod.39 prodotte per Marina ed Aeronautica erano installate negli stessi tipi di affusti indicati precedentemente, mentre il modello mod.41 prodotto per l'Esercito solo nell'affusto singolo campale.
Dopo l'armistizio, fu utilizzata dalla Wehrmacht come 2 cm Scotti (i) contro i partigiani jugoslavi. Esemplari di preda bellica furono utilizzati anche dall'esercito britannico. Rimase poi in servizio con l'Esercito Italiano e la Marina Militare nel dopoguerra.

### L'impiego all'estero
L'esercito olandese, pressato da esigenze belliche, nel dicembre del 1939 ordinò all'Isotta Fraschini 100 esemplari del cannone, completi di cinquemila munizioni per arma, su affusto campale, con riserva per ordinarne altri 100 esemplari (che verranno poi ordinati nel marzo del 1940). Di questi, 46 esemplari, rinominati dagli olandesi 2 tl no.2, vennero consegnati tra il gennaio ed il maggio 1940, con gli ultimi 11 esemplari che risultano fortunosamente consegnati il 14 maggio, ad invasione tedesca già in corso.
La Spagna nazionalista ricevette nel 1938 almeno 13 armi Scotti-I.F. mod.38 su affusto singolo da posizione a brandeggio vincolato per l'installazione su varie unità navali.

### Le versioni aeronautiche
Per interessamento dell'Aeronautica Scotti venne messo in contatto con Bührle, amministratore della Oerlikon, per favorire lo sviluppo e la produzione di armi da 20 mm per impiego aeronautico in Italia. L'accordo prevedeva che la Oerlikon avrebbe fornito assistenza tecnica e finanziaria nello sviluppo delle armi ed in cambio avrebbe avuto la licenza di vendere all'estero le armi Scotti. A tale scopo venne creata nel 1933 la "Brevetti Scotti AG" con sede a Zurigo, lo scopo di tale ditta era regolare i rapporti tra le società e gestire i diritti di fabbricazione delle armi.
La I.F. costruì la prima versione aeronautica dell'arma verso il 1935, la Scotti-I.F. da 20/40 mod.35, che rimase anch'essa senza successo, in quanto le autorità italiane non erano più interessate in quella data, per uso aeronautico, a nessun calibro che fosse più pesante del 12,7 mm, per il quale i tecnici italiani stavano contemporaneamente sviluppando i proiettili esplosivi.
Lo sviluppo presso l'Isotta Fraschini non si fermò al Mod. 35. Nel 1939 era allo studio una versione da 20/90 con alimentazione a nastro con cadenze di tiro di 600 colpi al minuto, pensata come "moteur-canon" per l'installazione nei motori in linea. La scelta dell'Aeronautica dei motori radiali per i propri caccia del Programma R e problemi nell'alimentazione fecero interrompere il progetto.  

## Descrizione

Scotti-I.F. Mod. 38 su affusto campale in posizione di traino

La canna è ad 8 righe destrorse. Il funzionamento è a presa di gas, con canna fissa ed otturatore scorrevole brevetto Scotti. L'alimentazione avviene lateralmente tramite piastrine da 12 colpi comuni alla Breda, il bossolo vuoto viene riposizionato dall'estrattore nella piastrina. Il sistema di puntamento era manuale ad alzo a cannocchiale o con mira a riflessione. Il cannoniere sedeva su di un seggiolino ed era assistito da due serventi.
Nell'affusto campale, in configurazione di traino, le gambe laterali del treppiede si ripiegavano e l'arma si muoveva su due ruote (con possibilità di fare fuoco anche in questa configurazione con un brandeggio limitato). In batteria, con il treppiede aperto e regolato, l'arma brandeggiava su 360°.
L'arma fu anche installata in torretta quadrinata nei due prototipi di semovente contraereo costruiti sul telaio del carro armato M15/42 Contraereo.
Le armi Scotti da 20/70 prodotte in serie si distinguono in quattro diversi modelli:
- Scotti-I.F. mod.38: prima versione prodotta in serie, distinguibile per le alette di raffreddamento sulla parte inziale della canna e l'assenza della doppia valvola di regolazione dei gas.[21]

- Scotti-I.F. mod.39: seconda versione di serie, distinguibile per l'assenza delle alette di raffreddamento sulla canna e la presenza della doppia valvola di regolazione dei gas.[22] Prodotta durante la guerra anche dalla C.E.M.S.A. e dalla O.M., in quest'ultimo caso col nome di Scotti-O.M. mod.41.

- Scotti-I.F. mod.39 II serie: tentativo di semplificare il precedente modello, non ha la doppia valvola di regolazione dei gas.

## Funzionamento
Come tutte le armi automatiche e semiautomatiche progettate da Alfredo Scotti (compresi il fucile Scotti Mod. X e la mitragliera da 12,7 mm Scotti/Isotta Fraschini), il cannone mitragliera da 20mm sparava ad otturatore aperto, cosa che aiutava il raffreddamento ed impediva che una cartuccia camerata in una canna surriscaldata esplodesse involontariamente. Di converso, nel caso della mitragliera aeronautica da 12,7 mm e di qualsiasi altra applicazione aeronautica, rendeva impossibile la sincronizzazione con le eliche, e quindi il montaggio in cappottatura con il motore (a meno di sparare attraverso l'asse dell'elica).
Per far funzionare il cannone Scotti, l'operatore inserisce la lastrina carica sul lato sinistro dell'arma, e tira indietro la maniglia di armamento. Questo primo movimento sblocca l'otturatore (in due pezzi), ritrae il percussore ed arretra l'otturatore fino alla posizione di blocco, dove è trattenuto dalla leva di scatto e tenuto in tensione dalla compressione della molla di recupero.
Azionando il grilletto, la leva di scatto viene rilasciata e l'otturatore inizia la corsa. Estrae una cartuccia dalla lastrina e la spinge avanti. Nell'ultima fase del caricamento, i tenoni sulla testa dell'otturatore ingaggiano gli scassi elicoidali nel ricevitore, la testa dell'otturatore, avanzando, ruota di una frazione di giro (circa 1/8), la cartuccia viene camerata, e la parte posteriore dell'otturatore (slitta), spinta dalla molla, si chiude su quella anteriore (testa), impedendo una rotazione in senso contrario della testa dell'otturatore, e serrando quindi geometricamente l'otturatore alla canna.
Il percussore, alloggiato all'interno dell'otturatore e solidale alla slitta, è spinto in avanti con questa, dall'inerzia, e dalla spinta della molla di recupero. Contemporaneamente alla chiusura dell'otturatore colpisce l'innesco centrale della cartuccia e provoca l'esplosione della carica propellente e il lancio del proiettile. Quando il proiettile supera un'apposita apertura nella canna, da questa viene spillato gas, che muove indietro un pistone a corsa corta, posizionato sotto la canna e collegato alla parte posteriore dell'otturatore, con forza sufficiente da ritrarla per qualche centimetro, provocando quindi lo sblocco della parte anteriore, la quale, a questo punto, libera di ruotare, viene ruotata e spinta indietro dalla pressione residua dei gas presenti in canna, con forza sufficiente a completare il ciclo.
Il bossolo esploso, ingaggiato dall'unghia dell'estrattore, viene tirato indietro finché non rientra nella lastrina di caricamento e si ferma contro il bordo posteriore di questa. L'otturatore continua la corsa indietro fino al tampone posteriore. Se, a questo punto, il grilletto è stato rilasciato, la leva di scatto impegna l'otturatore, bloccandolo in posizione aperta, altrimenti la molla di recupero lo spinge avanti, ricominciando il ciclo.